# Ульрік Манфред II
Ульрік Манфред II (італ. Olderico Manfredi II 975 x 992 – 29 жовтня 1033 або 1034) або Манфред Ульрік (Manfredo Udalrico) — маркграф Турину та Суз на початку XI століття. Він був останнім маркграфом чоловічої статі з династії Ардуїнідів. Дочка Ульріха Манфреда, Аделаїда, успадкувала більшість його володінь. Через шлюб з Аделаїдою (близько 1045 року) Оттон Савойський, молодший син графа Гумберта I Савойського, став маркграфом Турина. Їхні нащадки пізніше утворили Савойський дім, який правив Сардинією та Італією.

## Біографія
Ульрік Манфред народився в Турині, був сином маркиза Манфреда I та Прангарди, дочки Адальберта Атто з Каносси. Ульрік Манфред успадкував величезну територію з центром у Турині, яка була створена на землях його діда Ардуїна Глабера. Імператорська грамота від 31 липня 1001 року зафіксувала, що за його вірну службу імператор Оттон III підтвердив володіння Ульріка Манфреда та надав йому низку привілеїв.
Ульрік Манфред одразу після свого спадкоємства почав зміцнювати свою владу проти Ардуїна з Іврейської марки з одного боку та імператора Генріха II з іншого. У боротьбі за Італійське королівство він здобув значну частину території за рахунок Іврейської марки.
Дві хартії, видані Ульріком Манфредом та його дружиною Бертою (продаж священику Сігіфреду, синові Адальгіса, у 1021 році та пожертва монастирю Сан-Солуторе в Турині у 1031 році), дають добре уявлення про міста та графства, якими керував Ульрік Манфред, серед яких були: Турин, Іврея, Альбенга, Вентімілья, Ауріате, Тортона та Верчеллі.
У всіх війнах між Ардуїном та Генріхом Ульрік Манфред обачно уникав будь-якої конфронтації з двома лідерами та поступово розширював зброєю свої території (він воював з маркграфом Тоскани Боніфацієм III у 1016 році) та шляхом збільшення своєї влади у межах своїх володінь. У 1024 році, після смерті Генріха II, він виступив проти обрання Конрада II і натомість запросив Вільгельма V Аквітанського зайняти італійський престол, але безуспішно.
Ульрік Манфред мав палац у Турині, але, як і багато інших середньовічних лордів, він вів мандрівний спосіб життя. Він переїжджав із замку до замку, щоб підтримувати свій контроль та здійснювати управління своїми володіннями. Часто кажуть, що дочка Ульріка Манфреда Аделаїда покинула Турин як столицю та почала постійно проживати в Сузах. Це невірно. Аделаїда набагато частіше згадується в маркграфському палаці в Турині, ніж деінде.
Близько 1028 року Ульрік Манфред разом зі своїм братом, єпископом Альріком Астійським, архієпископом Міланського Арібертом та єпископом Туринського Ландульфом, вжили заходів для придушення єретичного руху, що розвинувся в Монфорте.
Ульрік Манфред відновив стару церкву Санта-Марія-Маджоре в Сузі та абатство Новалеза. У травні 1028 року разом зі своєю дружиною Бертою Ульрік Манфред заснував монастир Санта-Марія в Караман'ї. Наступного року, в липні 1029 року, разом зі своєю дружиною Бертою та братом, єпископом Альріком Астійським, Ульрік Манфред заснував бенедиктинське абатство в Сан-Джусто-ін-Сузі, в якому зберігалися мощі святого Юста з Новалези. Церква абатства Сан-Джусто зараз є кафедральним собором Сузи.
Ульрік Манфред укріпив села Ексіллес та Бардонекк'я.
Він помер у 1033 або 1034 році та був похований у Туринському соборі.

## Родина
Ульрік Манфред одружився з Бертою не пізніше 1014 року (того року імператор Генріх II підтвердив їхнє спільне пожертвування абатству Фруттуарія).
Від Берти в Ульріка Манфреда було три доньки:
- Аделаїда, його спадкоємиця
- Іммілла
- Берта